# 北京交通大学国家保密学院
北京交通大学国家保密学院，是北京交通大学下辖的一所学院。
2011年6月，在国家保密局和北京市国家保密局支持下，北京交通大学正式成立国家保密学院，开设信息安全（保密技术）、信息管理与信息系统两个专业。